# David Michael Frank
David Michael Frank (ur. 21 grudnia 1948 w Baltimore w stanie Maryland) − amerykański kompozytor muzyki filmowej, czterokrotnie (1990−2009) nominowany do nagrody Emmy.
W trakcie swojej blisko trzydziestoletniej kariery skomponował muzykę do ponad osiemdziesięciu filmów kinowych i telewizyjnych, jak i setek odcinków popularnych seriali. Współpracował z wieloma uznanymi reżyserami, wśród których znaleźli się między innymi Andrew Davis, Wes Craven, Abel Ferrara, William Shatner czy Mark L. Lester.

## Filmografia (wybór)
- Gladiator (The Gladiator, 1986), reż. Abel Ferrara
- Nico (Above the Law, 1988), reż. Andrew Davis
- Ostry poker w Małym Tokio (Showdown in Little Tokyo, 1991), reż. Mark L. Lester
- Kosmita z przedmieścia (Suburban Commando, 1991), reż. Burt Kennedy
- Trujący bluszcz (Poison Ivy, 1992), reż. Katt Shea
- Maska (The Mask, 1994), reż. Chuck Russell
- Kochany urwis 3 (Problem Child 3: Junior in Love, 1995), reż. Greg Beeman
- Leć, leć w przestworza (Up, Up and Away, 2000), reż. Robert Townsend

## Życie prywatne
Absolwent Nothwestern University. Żonaty z Bonnie Marcus.